# Onthophagus undaticeps
Onthophagus undaticeps là một loài bọ cánh cứng trong họ Bọ hung (Scarabaeidae).